# سونا پوغوسیان
سونا پوغوسیان (ارمنی: Սոնա Պողոսյան؛ زادهٔ ۲۹ ژوئن ۱۹۹۸) وزنه‌بردار زن اهل ارمنستان است. وی در مسابقات قهرمانی وزنه‌برداری اروپا در سال‌های ۲۰۱۷ در اسپلیت کرواسی برنده مدال برنز شد.
پوغوسیان در بازی‌های المپیک تابستانی ۲۰۱۶ در ۷۵ کیلوگرم زنان در ترکیب تیم ارمنستان به رقابت پرداخت.

## نتایج مهم
| سال                                                  | مکان                         | وزن                     | یک ضرب (ک‌گ)             | یک ضرب (ک‌گ)             | یک ضرب (ک‌گ)             | یک ضرب (ک‌گ)             | یک ضرب (ک‌گ)             | دوضرب (ک‌گ)              | دوضرب (ک‌گ)              | دوضرب (ک‌گ)              | دوضرب (ک‌گ)              | دوضرب (ک‌گ)              | مجموع                   | رتبه                    |
| سال                                                  | مکان                         | وزن                     | ۱                       | ۲                       | ۳                       | نتیجه                   | رتبه                    | ۱                       | ۲                       | ۳                       | نتیجه                   | رتبه                    | مجموع                   | رتبه                    |
| بازی‌های المپیک تابستانی                              | بازی‌های المپیک تابستانی      | بازی‌های المپیک تابستانی | بازی‌های المپیک تابستانی | بازی‌های المپیک تابستانی | بازی‌های المپیک تابستانی | بازی‌های المپیک تابستانی | بازی‌های المپیک تابستانی | بازی‌های المپیک تابستانی | بازی‌های المپیک تابستانی | بازی‌های المپیک تابستانی | بازی‌های المپیک تابستانی | بازی‌های المپیک تابستانی | بازی‌های المپیک تابستانی | بازی‌های المپیک تابستانی |
| ---------------------------------------------------- | ---------------------------- | ----------------------- | ----------------------- | ----------------------- | ----------------------- | ----------------------- | ----------------------- | ----------------------- | ----------------------- | ----------------------- | ----------------------- | ----------------------- | ----------------------- | ----------------------- |
| ۲۰۱۶                                                 | ریو دو ژانیرو، برزیل         | ۷۵ ک‌گ                   | ۹۲                      | ۹۷                      | ۱۰۰                     | ۹۷                      | -                       | ۱۱۵                     | ۱۲۲                     | ۱۲۶                     | ۱۲۶                     | -                       | ۲۲۳                     | ۱۰                      |
| مسابقات قهرمانی وزنه‌برداری جهان                      |                              |                         |                         |                         |                         |                         |                         |                         |                         |                         |                         |                         |                         |                         |
| ۲۰۱۵                                                 | هیوستون، ایالات متحده آمریکا | ۷۵ ک‌گ                   | ۹۱                      | ۹۵                      | ۹۷                      | ۹۷                      | ۲۱                      | ۱۱۵                     | ۱۱۸                     | ۱۲۰                     | ۱۲۰                     | ۱۸                      | ۲۱۷                     | ۲۰                      |
| مسابقات قهرمانی وزنه‌برداری اروپا                     |                              |                         |                         |                         |                         |                         |                         |                         |                         |                         |                         |                         |                         |                         |
| ۲۰۱۷                                                 | اشپلیت، کرواسی               | ۷۵ ک‌گ                   | ۹۸                      | ۱۰۱                     | ۱۰۱                     | ۱۰۱                     | ۴                       | ۱۲۲                     | ۱۲۶                     | ۱۲۸                     | ۱۲۶                     | ۲                       | ۲۲۷                     | 3                       |
| ۲۰۱۶                                                 | فورده، نروژ                  | ۷۵ ک‌گ                   | ۹۷                      | ۱۰۰                     | ۱۰۲                     | ۱۰۲                     | ۴                       | ۱۲۰                     | ۱۲۵                     | ۱۲۵                     | ۱۲۵                     | ۴                       | ۲۲۷                     | ۴                       |
| المپیک تابستانی جوانان                               |                              |                         |                         |                         |                         |                         |                         |                         |                         |                         |                         |                         |                         |                         |
| ۲۰۱۴                                                 | نانجینگ، چین                 | ۶۳ ک‌گ                   | ۷۵                      | ۷۵                      | ۷۹                      | ۷۹                      | -                       | ۹۵                      | ۹۵                      | ۱۰۰                     | ۱۰۰                     | ۶                       | ۱۷۹                     | ۶                       |
| مسابقات جهانی جوانان جهان                            |                              |                         |                         |                         |                         |                         |                         |                         |                         |                         |                         |                         |                         |                         |
| ۲۰۱۷                                                 | توکیو، ژاپن                  | ۷۵ ک‌گ                   | ۹۵                      | ۹۸                      | ۱۰۰                     | ۹۸                      | ۴                       | ۱۲۲                     | ۱۲۵                     | ۱۲۹                     | ۱۲۵                     | ۲                       | ۲۲۳                     | 3                       |
| ۲۰۱۶                                                 | تفلیس، گرجستان               | ۶۹ ک‌گ                   | ۹۳                      | ۹۶                      | ۹۶                      | ۹۳                      | ۵                       | ۱۱۲                     | ۱۱۲                     | ۱۱۸                     | ۱۱۲                     | ۸                       | ۲۰۵                     | ۵                       |
| مسابقات قهرمانی وزنه‌برداری جوانان و زیر ۲۳ سال اروپا |                              |                         |                         |                         |                         |                         |                         |                         |                         |                         |                         |                         |                         |                         |
| ۲۰۱۷                                                 | دراج، آلبانی                 | ۷۵ ک‌گ                   | ۹۴                      | ۹۷                      | ۱۰۰                     | ۹۷                      | ۱                       | ۱۱۳                     | ۱۲۵                     | ۱۳۰                     | ۱۳۰                     | ۱                       | ۲۲۷                     | [ ۳ ]                   |
| ۲۰۱۶                                                 | الیات، اسرائیل               | ۷۵ ک‌گ                   | ۹۳                      | ۹۶                      | ۹۸                      | ۹۶                      | ۳                       | ۱۱۹                     | ۱۲۲                     | انصراف                  | ۱۲۲                     | ۲                       | ۲۱۸                     | 2                       |
| ۲۰۱۵                                                 | کلایپدا، لیتوانی             | ۷۵ ک‌گ                   | ۹۰                      | ۹۳                      | ۹۵                      | ۹۵                      | ۲                       | ۱۱۲                     | ۱۱۸                     | ۱۲۲                     | ۱۱۸                     | ۲                       | ۲۱۳                     | 2                       |
| -                                                    |                              |                         |                         |                         |                         |                         |                         |                         |                         |                         |                         |                         |                         |                         |
| ۲۰۱۳                                                 | تاشکند، ازبکستان             | ۶۹ ک‌گ                   | ۶۳                      | ۶۷                      | ۷۰                      | ۷۰                      | ۱۵                      | ۷۸                      | ۸۳                      | ۸۶                      | ۸۳                      | ۱۶                      | ۱۵۳                     | ۱۵                      |
| مسابقات قهرمانی وزنه‌برداری نوجوانان اروپا            |                              |                         |                         |                         |                         |                         |                         |                         |                         |                         |                         |                         |                         |                         |
| ۲۰۱۵(زیر ۱۷ سال)                                     | لاندسکرونا، سوئد             | ۶۹ ک‌گ                   | ۸۶                      | ۹۱                      | ۹۳                      | ۹۳                      | ۲                       | ۱۰۶                     | ۱۱۱                     | ۱۱۳                     | ۱۱۳                     | ۲                       | ۲۰۶                     | [ ۵ ] [ ۶ ]             |
| ۲۰۱۴                                                 | چیخانوف، لهستان              | ۶۳ ک‌گ                   | ۷۷                      | ۸۱                      | ۸۳                      | ۸۱                      | ۵                       | ۱۰۱                     | ۱۰۱                     | ۱۰۷                     | ۱۰۱                     | ۴                       | ۱۸۲                     | ۴                       |
| ۲۰۱۳ (زیر ۱۵ سال)                                    | کلایپدا، لیتوانی             | ۶۳ ک‌گ                   | ۷۰                      | ۷۴                      | ۷۷                      | ۷۷                      | ۳                       | ۹۲                      | ۹۷                      | ۱۰۰                     | ۱۰۰                     | ۲                       | ۱۷۷                     | 2                       |